# ديفيد مودي (كاتب)
ديفيد مودي (بالإنجليزية: David Moody)‏ هو كاتب أمريكي، ولد في 19 نوفمبر 1970 في Dudley ‏ في المملكة المتحدة.

## وصلات خارجية
- الموقع الرسمي
- ديفيد مودي على موقع IMDb (الإنجليزية)
- ديفيد مودي على موقع قاعدة بيانات الفيلم (الإنجليزية)